# Escalpelamiento
El escalpelamiento consiste en desollar o arrancar (parcial o totalmente) el cuero cabelludo humano del cráneo. Puede ser de manera accidental (por partes móviles de maquinarias o por las hélices de motores de barco) o intencional, en este último caso como una forma de tortura o como colección de trofeo de guerra (en varias culturas tanto en el Viejo como en el Nuevo Mundo).
La palabra proviene de scalp, nombre que en idioma inglés significa cuero cabelludo.
El escalpelamiento es un problema generalizado en la región amazónica, donde este tipo de incidente es frecuente, debido a la distracción y a las malas condiciones de seguridad en las voadeiras, los barcos típicos utilizados para los desplazamientos y el trabajo a lo largo del curso del río Amazonas.
Las víctimas habituales de estos incidentes en la Amazonia son los ribeirinhos, la población rural que vive a lo largo del río y se desplaza en pequeñas embarcaciones, llamadas voadeiras para trabajar y llegar a la ciudad. Este hecho atrae la atención de la opinión pública, y se ha diseñado una protección para el motor de las voadeiras, con el fin de evitar la repetición de este tipo de accidentes.

## Casuística

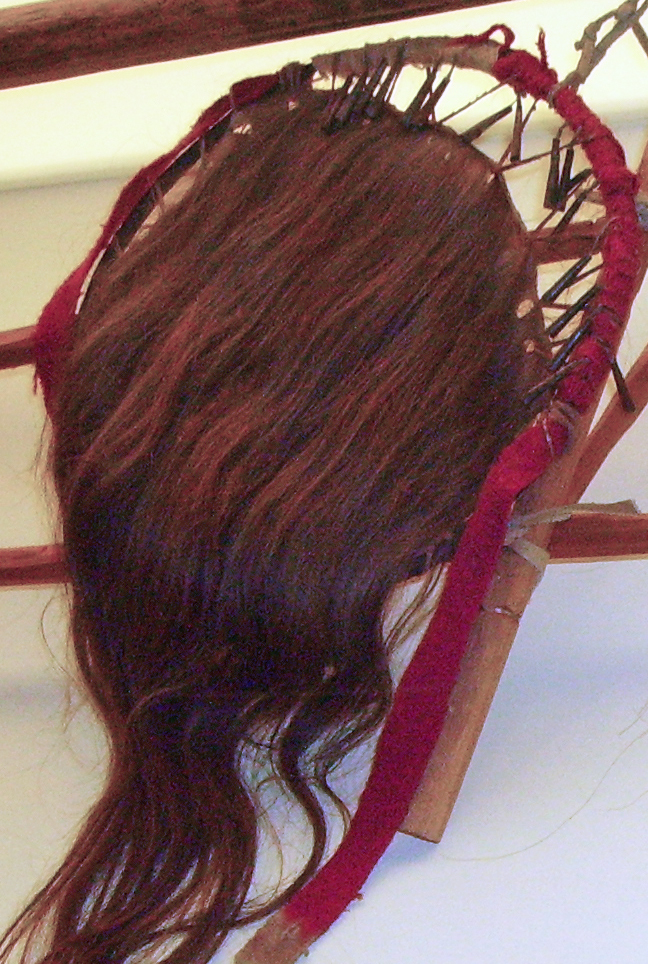
Cuero cabelludo (Karl May Museum en Radebeul)

Los accidentes ocurren cuando las víctimas, acercándose al motor de la embarcación para realizar operaciones de trabajo ordinario, son tirados del pelo por el mismo. El movimiento giratorio a alta velocidad del motor, enreda el pelo alrededor del mismo, arrancando totalmente o en parte del cuero cabelludo de las víctimas, junto con las orejas, las cejas y parte de la piel de la cara y del cuello. 
Este tipo de accidentes conduce a deformaciones graves, cuya recuperación es larga y dolorosa, y en algunos casos produce la muerte de las víctimas.

## Las acciones sociales
El 14 de enero de 2010, el presidente de Brasil, Luiz Inácio Lula da Silva, estableció con la Ley Federal 12.199/2010, el 28 de agosto como Día Nacional de la Lucha y la Prevención del Escalpelamiento (en portugués, Dia Nacional de Combate y Prevenção ao Escalpelamento).
El 20 de enero de 2011, en Belém, capital del estado federal de Pará, en Brasil, que cuenta con el mayor número de víctimas de toda la Amazonia, es fundada la primera organización no gubernamental (ONG) que se ocupa de ofrecer asistencia psicológica y ayuda para reinsertar en el mercado laboral a las víctimas después de las operaciones de cirugía y la larga recuperación a las que se deben someter. La ONG en el 2012 había atendido a casi 100 personas.